# Польша на «Евровидении-1997»
Для Польши участие в сорок втором выпуске телевизионного конкурса Евровидение-1997, который состоялся 3 мая в Дублине, Ирландия было четвёртым. Страну представляла певица Анна Мария Йопек с песней Ale jestem ("Но я есть"), написанной Томашем Левандовским на стихи Магды Чапиньской. По итогам голосования она заняла 11-е место из 25, набрав 54 балла. Данный результат позволил Польше принять участие на Евровидение-1998 согласно действовавшему правилу о квалификации. Поэтому, Ale jestem стала предшественницей польской заявки 1998 года To takie proste в исполнении группы Sixteen. Конкурс был показан TVP на канале TVP1 с комментариями Яна Вилканса и транслировался по Polskie Radio Program IV с комментариями Артура Ожеха. Глашатаем, объявлявшим очки польского жюри, был Ян Хойнацкий.

## Предыстория
К моменту своего участие в конкурсе 1997 года Польша трижды участвовала на Евровидение, начиная с 1994 года. Самый лучший результат Польша зафиксировала в том же 1994 году, когда Эдита Гурняк с песней To nie ja заняла второе место, набрав 166 баллов. Самый худший результат Польша зафиксировала в 1995 году, когда Юстина Стечковская с песней Sama заняла 18-е место, набрав 16 баллов. На Евровидение-1996 Кася Ковальская с песней Chcę znać swój grzech... заняла 15-е место, набрав 31 балл.

## До «Евровидения»

### Внутренний отбор
Польская телекомпания TVP с 1994 года отвечает за организацию отбора заявки на Евровидение и дальнейшую трансляцию конкурса. Как и в предыдущие годы TVP решила организовать внутренний отбор с участием экспертной комиссии по выбору исполнителя и песни, которые должны будут представлять Польшу. Приглашение представлять Польшу было отклонено, в частности, Натальей Кукульской с песней Powieki kryją świat. Другую кандидатуру на TVP прислала Джина Комаса, в то время руководитель отдела звукозаписи Польского радио. Именно она предложила отправить на Евровидение певицу Анну Марию Йопек с песней Ale jestem, написанной Томашем Левандовским на стихи Магды Чапиньской. Ранее Йопек входила в состав польского жюри на Евровидение-1994. Композиция была выдержана в стиле этно-поп музыки с элементами кельтской народной музыки, доминировавшей на конкурсе в ту пору из-за побед Ирландии. Йопек также записала англоязычную версию своей песни под названием Awakening ("Пробуждение"). Позже в интервью, данных после конкурса, Йопек подчеркивает, что после возвращения в Польшу она получила несколько предложений о подписании контрактов со звукозаписывающими лейблами.

## На «Евровидении»
В 1997 году Европейский вещательный союз внёс изменения в правила касательно квалификации стран. Согласно новым правилам, к конкурсу допускаются страна-победительница Евровидение-1996 и страны, имевшие высокий средний балл за предыдущие четыре конкурса. Средний балл Польши составил 70,67, что позволило стране принять участие. Перед началом конкурса РТЭ объявило, что букмекеры номинировали Польшу на девятое место по ставкам. В Дублине Анна Мария Йопек выступала под номером 12, между Германией и Эстонией. Во время выступления ее сопровождали: Войцех Пиличовский, Роберт Амирян, Кшиштоф Пшибылович, Агнешка Бетли и Дорота Мишкевич. По итогам голосования Польша заняла 11-е место из 25, набрав 54 балла. Данный результат позволил Польше принять участие на Евровидение-1998 согласно действовавшему правилу о квалификации. Хотя в 1997 году Европейский вещательный союз ввёл телеголосование для пяти стран, Польша использовала голоса жюри. В состав жюри входили: Виолета Маховец, Яцек Скубиковский, Патриция Марковская, Роберт Янсон, Магда Макаревич, Войцех Каролак, Ольга Курек, Павел Бродовский, Данута Блажейчик, Михал Борковский, Анита Липницкая, Гжегож Щерба, Иоанна Равик, Яцек Маковский, Ханна Банашак и Артур Яворский. 12 баллов польское жюри присудило Франции и 0 баллов России. Россия не присудила Польше ни одного балла. Дирижёром оркестра во время исполнения польской песни был Кшесимир Дебский.

### Голосование
| Очки      | Страна                            |
| --------- | --------------------------------- |
| 12 баллов |                                   |
| 10 баллов |                                   |
| 8 баллов  | - Австрия                         |
| 7 баллов  | - Венгрия - Словения              |
| 6 баллов  | - Германия                        |
| 5 баллов  | - Дания                           |
| 4 балла   | - Босния и Герцеговина - Норвегия |
| 3 балла   | - Франция - Эстония               |
| 2 балла   | - Испания - Португалия            |
| 1 балл    | - Греция - Италия - Нидерланды    |

| Очки      | Страна         |
| --------- | -------------- |
| 12 баллов | Франция        |
| 10 баллов | Великобритания |
| 8 баллов  | Италия         |
| 7 баллов  | Ирландия       |
| 6 баллов  | Эстония        |
| 5 баллов  | Венгрия        |
| 4 балла   | Испания        |
| 3 балла   | Хорватия       |
| 2 балла   | Словения       |
| 1 балл    | Австрия        |